# Aufstieg
Aufstieg è il terzo album in studio della cantante austriaca Hannah Hofer, pubblicato il 22 aprile 2016 su etichetta discografica Sony Music Entertainment Germany.

## Tracce
1. Aufstieg (Intro) – 3:53
2. Hoamat – 3:41
3. Scheissegal – 3:15
4. Nackte Liebe – 4:08
5. Horizont – 3:18
6. Stille Nächte – 3:21
7. Himmelwärts – 3:42
8. Hey Alter – 2:54
9. Wölfe – 3:08
10. Aber du liebst mich – 2:58
11. Und die Zeit bleibt stehen – 3:37
12. Steig! – 3:58
13. Wenn der Himmel weint – 3:18
14. Adrenalin – 3:32
15. Das allerschönste Lied – 3:43
16. Weisst du wieviel Sternlein stehen – 3:31
17. In den Bergen wird es still (Outro) – 4:15

## Classifiche
| Classifica (2016) | Posizione massima |
| ----------------- | ----------------- |
| Austria           | 3                 |